# Серый Яр
Серый Яр (укр. Сірий Яр), поселок, 
Подсереднянский сельский совет,
Великобурлукский район,
Харьковская область.
Код КОАТУУ — 6321484207. Население по переписи 2001 г. составляет 270 (115/155 м/ж) человек.

## Географическое положение
Посёлок Серый Яр находится в 4-х км от посёлка Подсреднее, в 6-и км от пгт Великий Бурлук.

## История
- 1899 - дата основания.

## Экономика
- В селе есть молочно-товарная ферма, машинно-тракторные мастерские.

## Объекты социальной сферы
- Детский сад.